# Paralimosina franzi
Paralimosina franzi är en tvåvingeart som beskrevs av Papp och Rohacek 1981. Paralimosina franzi ingår i släktet Paralimosina och familjen hoppflugor. Inga underarter finns listade i Catalogue of Life.